# Diphyscium domingense
Diphyscium domingense är en bladmossart som beskrevs av William Russell Buck och Steere 1983. Diphyscium domingense ingår i släktet Diphyscium och familjen Buxbaumiaceae. Inga underarter finns listade i Catalogue of Life.